# Belosynapsis vivipara
Belosynapsis vivipara är en himmelsblomsväxtart som först beskrevs av Nicol Alexander Dalzell, och fick sitt nu gällande namn av Cecil Ernest Claude Fischer. Belosynapsis vivipara ingår i släktet Belosynapsis och familjen himmelsblomsväxter. Inga underarter finns listade.